# Metopius amenus
Metopius amenus är en stekelart som beskrevs av Ian D. Gauld och Sithole 2002. Metopius amenus ingår i släktet Metopius och familjen brokparasitsteklar. Inga underarter finns listade i Catalogue of Life.